# Pasir Impun
Pasir Impun is een bestuurslaag in het regentschap Kota Bandung van de provincie West-Java, Indonesië. Pasir Impun telt 10.355 inwoners (volkstelling 2010).